# Microsoft Visio
Microsoft Visio är ett datorprogram som använder vektorgrafik för att skapa diagram. Det marknadsförs som en Microsoft Office-applikation, men säljs separat och har aldrig ingått i något Officepaket. Det finns för närvarande i tre versioner: Standard, Professional och Premium.

## Filformat
- VSD Diagram
- VSS Stencil
- VST Mall
- VDX Visio XML ritning
- VSX
- VTX
- VSL

## Konkurrenter
- ConceptDraw
- Dia
- EDraw
- Graphviz
- Kivio
- OmniGraffle
- OpenOffice.org Draw